# Metallic Rouge
Metallic Rouge (メタリックルージュ, Metarikku RūJu) est une  série télévisée d'animation japonaise originale produite par le studio Bones pour le 25e anniversaire du studio. La série est diffusée de janvier 2024 à avril 2024.

## Synopsis
En 2128, dans un monde où cohabitent humains et êtres artificiels, une fille androïde, Rouge Redstar, et son amie, Naomi Orthmann de l'organisation Aleteia, sont en mission sur Mars. Il s'agit de tuer neuf androïdes rebelles hostiles au gouvernement appelé les Immortels. C'est le début d'un complot à plusieurs niveaux.

## Personnages
Rouge Redstar (ルジュ・レッドスター, Ruju Reddosutā)
Voix japonaise : Yume Miyamoto (ja), voix française : Fanny Bloc
Naomi Orthmann (ナオミ・オルトマン, Naomi Orutoman)
Voix japonaise : Tomoyo Kurosawa (ja), voix française : Audrey Sablé
Jean Yunghart (ジーン・ユングハルト, Jīn Yunguharuto)
Voix japonaise : Shunsuke Takeuchi, voix française : Jim Redler
Sara Fitzgerald (サラ・フィッツジェラルド, Sara Fittsujerarudo)
Voix japonaise : Yū Shimamura, voix française : Sophie Planet
Jaron Fate (ジャロン・フェイト, Jaron Feito)
Voix japonaise : Hiroyuki Yoshino, voix française : Bruno Méyère
Jill Sturgeon (ジル・スタージョン, Jiru Sutājon)
Voix japonaise : Yui Ogura, voix française : Marie Nonnenmacher
Afdal Bashal (アフダル・バシャール, Afudaru Bashāru)
Voix japonaise : Kenjiro Tsuda (ja), voix française : Emmanuel Gradi
Eden Vallock (エデン・ヴァロック, Eden Varokku)
Voix japonaise : Kazuyuki Okitsu, voix française : Bastien Bourlé
Ash Stahl (アッシュ・スタール, Asshu Sutāru)
Voix japonaise : Atsushi Miyauchi (ja)
Noid 262 (ノイド262, Noido 262)
Voix japonaise : Chiaki Kobayashi, voix française : Grégory Laisné

## Production
La série est réalisée par Motonobu Hori, avec Yutaka Izubuchi (en) chargé de la composition de la série mais également superviseur en chef, Toshizo Nemoto écrivant le scénario, Toshihiro Kawamoto (en) concevant les personnages et Taisei Iwasaki composant la musique. La série est diffusée sur le créneau de programmation +Ultra (en) de Fuji TV du 11 janvier 2024 au 4 avril 2024. En dehors de l'Asie, Crunchyroll a obtenu les droits de diffusion de la série, incluant la France.
Le thème d'ouverture est Rouge interprétée par Yu-ka, tandis que le thème de fin est Scarlet interprétée par Dazbee.

### Liste des épisodes
| No | Titre français                            | Titre japonais         | Titre japonais               | Date de 1re diffusion |
| No | Titre français                            | Kanji                  | Rōmaji                       | Date de 1re diffusion |
| -- | ----------------------------------------- | ---------------------- | ---------------------------- | --------------------- |
| 1  | Le cramoisi est le son de l’aube          | 紅は暁に奏でる         | Beni wa akatsuki ni kanaderu | 11 janvier 2024       |
| 2  | Escapade dans le labyrinthe               | 逃走迷路               | Tōsōmeiro                    | 18 janvier 2024       |
| 3  | Ville marginale                           | 境界の街               | Kyōkai no machi              | 25 janvier 2024       |
| 4  | Liberté et spectres                       | 自由と幻影と           | Jiyū to gen'ei to            | 1er février 2024      |
| 5  | Le cirque danse avec les souvenirs perdus | カーニバルは忘却と踊る | Kānibaru wa bōkyaku to odoru | 8 février 2024        |
| 6  | Un client sans nom                        | 名前がない客           | Namae ga nai marouto         | 15 février 2024       |
| 7  | La pièce appropriée                       | 正しい歯車             | Tadashii haguruma            | 22 février 2024       |
| 8  | Aucun foyer                               | どこでもない家         | Dokodemonai ie               | 28 février 2024       |
| 9  | Ceux qui sont venus                       | 訪れ来た者たち         | Otozure kita monotachi       | 7 mars 2024           |
| 10 | Portrait de famille                       | 家族の肖像             | Kazuoku no shōzō             | 14 mars 2024          |
| 11 | La planète ciblée                         | 狙われた星             | Nerawareta hoshi             | 21 mars 2024          |
| 12 | Le cimetière des masques                  | 仮面の墓場             | Kamen no hakaba              | 28 mars 2024          |
| 13 | Code Eve                                  | コード・イヴ           | Kōdo Ivu                     | 4 avril 2024          |

### Annotations
1. ↑  Les titres français de l'adaptation en anime proviennent de Crunchyroll.